# Mustapha Yaghcha
Mustapha Yaghcha (مصطفى يغشا), né le 7 novembre 1952 à Casablanca (Maroc), est un footballeur international marocain, qui évoluait au poste de milieu de terrain. Il a inscrit près de 200 buts lors de rencontres officielles pour un total approximatif de 250 buts en comprenant les rencontres amicales, ce qui lui valut le surnom de perle brune.

## Biographie
Il commence sa carrière en 1964, avec le Raja avant de rejoindre l'équipe du Wydad six mois plus tard.
Mustapha Yaghcha est international marocain entre 1972 et 1983. Il participe avec l'équipe du Maroc aux qualifications des JO 1972, inscrivant un but contre la Tunisie, puis à la phase finale du tournoi olympique (disputant tous les matchs). Il joue ensuite la CAN 1978 (s'inclinant au 1er tour) et participe aux qualifications de la Coupe du monde 1982, marquant un but contre le Cameroun.

## Les sélections "A"
1. 29/01/1972 Maroc - Roumanie à Casablanca 2 - 4 Amical
2. 17/02/1972 Sénégal - Maroc à Dakar 1 - 3 Amical………………………….1 but
3. 20/02/1972 Nigeria - Maroc à Lagos 3 - 0 Amical
4. 19/11/1972 Maroc - Sénégal à Agadir 0 - 0 Elim. CM 1974
5. 31/10/1973 Algérie - Maroc à Alger 2 - 0 Amical
6. 07/04/1974 Maroc - Algérie à Casablanca 2 - 0 Amical
7. 09/01/1977 Tunisie - Maroc à Tunis 1 - 1 (4 - 2) Elim. CM 1978…………..1 but
8. 28/05/1977 Sénégal - Maroc Dakar 3 - 2 Amical
9. 09/12/1977 Irak - Maroc 3 - 0 à Baghdad Amical
10. 26/12/1977 Maroc - Irak 0 - 0 à Fès Amical
11. 18/01/1978 Libye vs Maroc 0 - 1 Amical
12. 26/02/1978 Maroc - URSS 2 - 3 à Marrakech Amical
13. 09/03/1978 Congo - Maroc à Kumasi 0 - 1 CAN 1978
14. 11/03/1978 Ouganda - Maroc à Kumasi 3 - 0 CAN 1978
15. 29/11/1981 Cameroun - Maroc à Yaoundé 2 - 1 Elim. CM 1982……………1 but
16. 23/03/1983 Tunisie - Maroc 1 - 0 Sousse Amical
17. 10/04/1983 Maroc - Mali à Casablanca 4 - 0 Elim. CAN 1984
18. 24/04/1983 Mali - Maroc à Bamako 2 - 0 Elim. CAN 1984

## Les matchs olympiques
1. 23/04/1972  Tunis Tunisie v Maroc 3 - 3 Elim. JO 1972
2. 30/04/1972  Casablanca Maroc v Mali 2 - 1 Elim. JO 1972……………………..1 But
3. 14/05/1972 : Casablanca Maroc v Tunisie 0 - 0 Elim. JO 1972
4. 21/05/1972 : Bamako Mali vs Maroc 1 - 4 Elim. JO 1972
5. 27/08/1972 : Augsbourg USA v Maroc 0 - 0 JO 1972
6. 29/08/1972 : Passau : Allemagne Ouest vs Maroc 3 - 0 JO 1972
7. 31/08/1972 : Ingolstadt Malaisie v Maroc 0 - 6 JO 1972
8. 03/09/1972 : Munich URSS v Maroc 3 - 0 JO 1972
9. 05/09/1972 : Passau Danemark v Maroc 3 - 1 JO 1972
10. 08/09/1972 : Nuremberg : Pologne v Maroc 5 - 0 JO 1972
11. 28/08/1975 Alger : Yougoslavie vs Maroc 0 - 0 JM 1975
12. 04/09/1975  Alger : France "B" vs Maroc 1-1 (3-1TAB) Demi-finale JM 1975…….1 but
13. 15/05/1983 Conakry : Guinée vs Maroc 0 - 0 Elim. JO 1984